# Gigantodax bierigi
Gigantodax bierigi är en tvåvingeart som beskrevs av Vargas och Ramirez Perez 1988. Gigantodax bierigi ingår i släktet Gigantodax och familjen knott.
Artens utbredningsområde är Costa Rica. Inga underarter finns listade i Catalogue of Life.